# Mairie de Lille (metrostation)
Het metrostation Mairie de Lille is een station van metrolijn 2 van de metro van Rijsel, gelegen in het centrum van de stad Rijsel. Zoals de naam al zegt, ligt dit station op een steenworp afstand van het stadhuis (mairie) van Rijsel. In de buurt zijn eveneens oude en monumentale gebouwen te vinden:
- De kerk Saint-Sauveur
- De Belfort van Rijsel, ingeschreven op de Werelderfgoedlijst van UNESCO
- Porte de Paris (Parijse Poort), historisch monument
- L'Hospice Gantois, historisch monument
- Het stadhuis van Rijsel